# غريغ بست
غريغ بست (بالإنجليزية: Greg Best) هو لاعب فروسية استعراضية ‏ أمريكي، ولد في 23 يوليو 1964 في لينشبرغ في الولايات المتحدة.

## وصلات خارجية
- غريغ بست على موقع الاتحاد الدولي للفروسية (الإنجليزية)
- غريغ بست على موقع FEI (رابط بديل) (الإنجليزية)
- غريغ بست على موقع أوليمبيديا (الإنجليزية)